# セルウィウス・スルピキウス・ガルバ (紀元前108年の執政官)
セルウィウス・スルピキウス・ガルバ（ラテン語: Servius Sulpicius Galba、生没年不明）は、紀元前2世紀後期の共和政ローマの政務官。紀元前108年に執政官（コンスル）を務めた。

## 出自
ガルバはパトリキ（貴族）であるスルピキウス氏族の出身であるが、その祖先はおそらくはカメリヌム（現在のカメリーノ）から来ている。スルピキウス氏族で最初に執政官になったのは紀元前500年のセルウィウス・スルピキウス・カメリヌス・コルヌトゥスであり、その後継続して高位官職者を輩出してきた。
ガルバのコグノーメン（第三名、家族名）を持つことが確認できる最初の人物は紀元前211年の執政官プブリウス・スルピキウス・ガルバ・マクシムスである。また彼の兄弟もガルバを名乗っていることから、その父セルウィルスがガルバのアグノーメン（愛称）を得、その子孫がコグノーメンとしたと考えられる。但し、その由来は不明である。スエトニウスは4つの説をあげている。

1) ヒスパニアの街を長期間包囲した後、ガルバナムをまぶした松明で町に火をつけたからという説、2)長い間病気にかかっていた時にガルバウム、つまり木に包んだ薬を常用していたからだという説、3)太っていたため、ガリア語で太っている人を意味するガルバと呼ばれるようになっという説、4)あるいは逆に樫の木で繁殖するガルバエと呼ばれる昆虫のように細身だったからだという説もある。
スエトニウス『皇帝伝：ガルバ』、III. 1

歴史学者は、これらの説はどれも疑わしいと考えている。ガルバ家は第二次ポエニ戦争の間にすでに、政治的な重さと富の両面で、氏族の中で最も著名な一家となっていた。
ガルバの父は紀元前144年の執政官セルウィウス・スルピキウス・ガルバ で、傑出した弁論家であり、最も裕福なローマ人の一人であると考えられていた。祖父は紀元前187年にプラエトル（法務官）を務めたセルウィウス・スルピキウス・ガルバである。祖父セルウィウスは執政官選挙に4度立候補したが、何れも落選している。
弟にガイウス・スルピキウス・ガルバがおり、またガイウス・スルピキウス・ガッルスの息子クィントゥスも、家族同様に育ってられた。

## 経歴
ガルバに関する最初の記録は紀元前149年のものである。このとき彼は「まだ子供」であったとされているため、現代の研究者はガルバの生年を紀元前159年頃と推定している。父セルウィウスはヒスパニア・ウルテリオル属州総督であったが、ローマに戻った際に不当行為で訴えられた。有罪になれば追放刑になる可能性があり、市民は明らかにガルバを良く思っていなかった。このため、父ガルバは有罪を認め、二人の未成年の息子（ガルバと弟ガイウス）と後見人を務めている孤児（クィントゥス・スルピキウス・ガッルスの息子）を民衆の前に連れてきて、「哀れな演説」をした。 彼は民衆にこれらの子供たちの世話をするように懇願し、その場で遺言をするふりをした。聴衆は涙を流し、投票した人々の大多数は父ガルバを有罪とすることにに反対した。
ガルバに関する次の記録は紀元前112年である。デルフォイに関するこの年の元老院令の写本に、ガルバの名前が元老院筆頭であるマルクス・アエミリウス・スカウルスの次に記録されている。紀元前111年、ガルバは法務官に就任し、ヒスパニア・ウルテリオル属州総督として赴任した。前任者のルキウス・カルプルニウス・ピソ・フルギは現地部族の反乱の鎮圧に失敗して戦死していた。歴史学者ブレナンは、ガルバの父セルウィウスはヒスパニア・ウルテリオル総督時代にその残虐さで知られていたため、その息子ガルバの派遣は反乱部族に対する強力なメッセージであったと考えている。
ガルバの執政官としての業績に関しては、殆ど知られていない。ガルバの名前が確認できる2つのラテン語碑文が残っている。一つはこの家系の子孫であるローマ帝国第6代皇帝ガルバ（セルウィウス・スルピキウス・ガルバ）が生まれたテッラキナ近郊のモザイクの床に、もう一つはローマのアウェンティヌスの丘の南側にある大規模な石灰石の墓の上にある。
ガルバに関する最後の記録は紀元前100年12月のことである。ポプラレス（民衆派）の護民官ルキウス・アップレイウス・サトゥルニヌスの改革に反対した元老院議員の一人であった。サトゥルニヌスが対立候補を殺害したことをきっかけに、元老院は「セナトゥス・コンスルトゥム・ウルティムム（元老院最終布告）」を出す。決戦前夜にサンクスの神殿と国の武器庫からローマの民衆に武器が与えられた。キケロは、その場に現れた元執政官の一人としてガルバを挙げている。

## 参考資料

### 古代の資料
- アッピアノス『ローマ市』
- ウァレリウス・マクシムス『有名言行録』
- ガイウス・スエトニウス・トランクィッルス『皇帝伝』
- ティトゥス・リウィウス『ローマ建国史』
- マルクス・トゥッリウス・キケロ『ブルトゥス』
- マルクス・トゥッリウス・キケロ『弁論家について』
- マルクス・トゥッリウス・キケロ『ガイウス・ラビリウス弁護』

### 研究書
- Simon G. Wars of Rome in Spain. - M .: Humanitarian Academy, 2008 .-- 288 p. - ISBN 978-5-93762-023-1 .
- Brennan T. The Praetorship in the Roman Republik . - Oxford, 2000. - T. II.
- Broughton R. Magistrates of the Roman Republic. - New York, 1951. - Vol. I. - P. 600.
- Münzer F. Sulpicius // Paulys Realencyclopädie der classischen Altertumswissenschaft . - 1931. - Bd. II, 7. - Kol. 731-733.
- Münzer F. Sulpicius 47ff // Paulys Realencyclopädie der classischen Altertumswissenschaft . - 1931. - Bd. II, 7. - Kol. 751-754.
- Münzer F. Sulpicius 58 // Paulys Realencyclopädie der classischen Altertumswissenschaft . - 1931. - Bd. II, 7. - Kol. 759-767.
- Münzer F. Sulpicius 59 // Paulys Realencyclopädie der classischen Altertumswissenschaft . - 1931. - Bd. II, 7. - Kol. 767-768.
- Münzer F. Sulpicius 69 // Paulys Realencyclopädie der classischen Altertumswissenschaft . - 1931. - Bd. II, 7. - Kol. 812.